# ストームトゥルーパーズ・オブ・デス
ストームトゥルーパーズ・オブ・デス(Stormtroopers of Death(S.O.D.))は、1985年にアメリカ合衆国ニューヨーク州で結成されたクロスオーバー・スラッシュバンドである。ハードコア・パンクとスラッシュメタルを融合しクロスオーバー・スラッシュと呼ばれるジャンルを作ったバンドの1つとされる。

## バイオグラフィー
アンスラックスのギタリストであるスコット・イアンとドラマーのチャーリー・ベナンテが2ndアルバム『狂気のスラッシュ感染』制作終了後に、遊び程度で作っていたハードコア・パンク調の曲をマネージャーが気に入り本格的にやることになったため、元アンスラックスのベーシストで当時ニュークリア・アソルトに在籍していたダン・リルカとその後M.O.D.を結成するビリー・ミラノを加えて結成された。
まず彼らは「Crab Society North」という名の65曲入りのデモを作成し、その後に1stアルバム『Speak English or Die』を3日間で制作した。
アルバム発表後短期間ではあるがツアーも行っている。
ツアー後にはメンバーそれぞれ、スコットとベナンテはアンスラックスに、リルカーはニュークリア・アソルトに、ビリーはM.O.D.を結成しメインプロジェクトバンドに戻ったため活動が継続されることはなかった。
しかしバンドは突然1992年にニューヨークで1回きりのライブを行い、武道館でのライブでないにもかかわらずライブアルバムを『Live at Budokan』という名でリリースしている。
5年後の1997年にまたも結成の期間を得たバンドはヨーロッパをツアーし、1999年には2ndアルバム『Bigger Than the Devil』をリリースする。このアルバムでは現在ジャンルの1つとなっているニューヨーク・ハードコアやデスメタル的な要素も取り入れている。
その後もバンドはDVDをリリースしたり、2007年には3rdアルバム『Rise of the Infidels』をリリースするなど不定期に活動続けていたが、後にビリーと他のメンバーとの確執が表面化し、「喧嘩別れ」の様に解散している。

## メンバー
- スコット・イアン - guitars, backing vocals
- ダン・リルカ - bass, backing vocals
- チャーリー・ベナンテ - drums, additional guitar solos
- ビリー・ミラノ - vocals

## ディスコグラフィー

### アルバム
- Speak English or Die (1985)
- Live at Budokan (1992)
- Bigger Than the Devil (1999)
- Rise Of The Infidels (2007)